# Sveriges herrlandskamper i fotboll 1908–1919

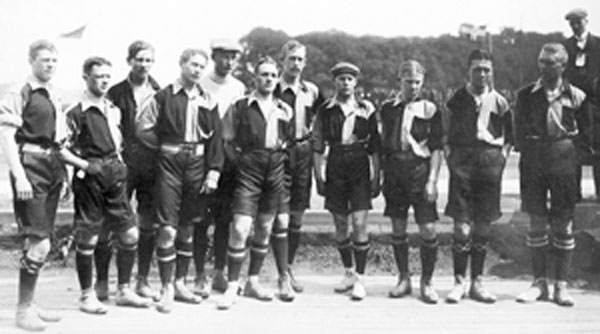
Sveriges första fotbollslandslag, 1908. Thor Eriksson, Gustaf Bergström, Karl "Köping" Gustafsson, Nils Andersson, Ove Erickson, Theodor Malm, Erik Börjesson, Karl Ansén, Sven Olsson, Erik Bergström och Hans Lindman.

Sveriges herrlandskamper i fotboll 1908–1919 omfattar bland annat OS i London 1908 och OS i Stockholm 1912. I OS 1908 förlorade Sverige mot Storbritannien med 1-12 och av Nederländerna med 0-2. I OS 1912 förlorade Sverige återigen mot Nederländerna, denna gång med 4-3 efter förlängning. Tröstmatchen mot Italien förlorades med 0-1.

## 1908
| TM | 12 juli 1908 | Sverige                                                                                           | 11 – 30         | Norge                               | Idrottsplatsen                                         |                                                        |
|    |              | Karl Gustafsson 14′, 79′ Erik Börjesson 24′, 60′, 63′, 75′, 86′ Erik Bergström 27′, 29′, 44′, 89′ | (5 – 2) Rapport | 1′, 45′ Norman Bøhn ?′ Poul Houmann | Göteborg Publik: 3 000 Domare: Charles Smith (England) | Göteborg Publik: 3 000 Domare: Charles Smith (England) |
|    |              |                                                                                                   |                 |                                     | Göteborg Publik: 3 000 Domare: Charles Smith (England) | Göteborg Publik: 3 000 Domare: Charles Smith (England) |
|    |              |                                                                                                   |                 |                                     | Göteborg Publik: 3 000 Domare: Charles Smith (England) | Göteborg Publik: 3 000 Domare: Charles Smith (England) |

| TM | 8 september 1908 | Sverige            | 1 – 6   | England                       | Walhalla IP                                            |                                                        |
|    |                  | Erik Bergström 76′ | (0 – 4) | Englands målskyttar är okända | Göteborg Publik: 2 000 Domare: Ruben Gelbord (Sverige) | Göteborg Publik: 2 000 Domare: Ruben Gelbord (Sverige) |
|    |                  |                    |         |                               | Göteborg Publik: 2 000 Domare: Ruben Gelbord (Sverige) | Göteborg Publik: 2 000 Domare: Ruben Gelbord (Sverige) |
|    |                  |                    |         |                               | Göteborg Publik: 2 000 Domare: Ruben Gelbord (Sverige) | Göteborg Publik: 2 000 Domare: Ruben Gelbord (Sverige) |

| OS | 20 oktober 1908 | Storbritannien | 12 – 10 | Sverige              | White City Stadium                                             |                                                                |
|    |                 | Harold Stapley 15′, ?′ Vivian Woodward ?′, ?′ Arthur Berry ?′ Frederick Chapman ?′ Clyde Purnell ?′, ?′, ?′, ?′ Robert Hawkes ?′, ?′ | (7 – 0) | 65′ Gustaf Bergström | London Publik: 2 000 Domare: John T. Ibbotson (Storbritannien) | London Publik: 2 000 Domare: John T. Ibbotson (Storbritannien) |
|    |                 | |         |                      | London Publik: 2 000 Domare: John T. Ibbotson (Storbritannien) | London Publik: 2 000 Domare: John T. Ibbotson (Storbritannien) |
|    |                 | |         |                      | London Publik: 2 000 Domare: John T. Ibbotson (Storbritannien) | London Publik: 2 000 Domare: John T. Ibbotson (Storbritannien) |

| OS | 23 oktober 1908 | Nederländerna                      | 2 – 0   | Sverige | White City Stadium                                                    |                                                                       |
|    |                 | Gerard Reeman 6′ Edu Snethlage 58′ | (1 – 0) |         | London Publik: 1 000 Domare: John Hargreaves Pearson (Storbritannien) | London Publik: 1 000 Domare: John Hargreaves Pearson (Storbritannien) |
|    |                 |                                    |         |         | London Publik: 1 000 Domare: John Hargreaves Pearson (Storbritannien) | London Publik: 1 000 Domare: John Hargreaves Pearson (Storbritannien) |
|    |                 |                                    |         |         | London Publik: 1 000 Domare: John Hargreaves Pearson (Storbritannien) | London Publik: 1 000 Domare: John Hargreaves Pearson (Storbritannien) |

| TM | 25 oktober 1908 | Nederländerna                       | 5 – 3   | Sverige                               | De Diepput                                             |                                                        |
|    |                 | Nederländernas målskyttar är okända | (3 – 2) | ?′, ?′ Karl Gustafsson ?′ Olof Ohlson | Haag Publik: 8 000 Domare: Joseph Brauburger (Belgien) | Haag Publik: 8 000 Domare: Joseph Brauburger (Belgien) |
|    |                 |                                     |         |                                       | Haag Publik: 8 000 Domare: Joseph Brauburger (Belgien) | Haag Publik: 8 000 Domare: Joseph Brauburger (Belgien) |
|    |                 |                                     |         |                                       | Haag Publik: 8 000 Domare: Joseph Brauburger (Belgien) | Haag Publik: 8 000 Domare: Joseph Brauburger (Belgien) |

| TM | 26 oktober 1908 | Belgien                       | 2 – 1   | Sverige             | Vivier d´Oie                                          |                                                       |
|    |                 | Belgiens målskyttar är okända | (2 – 1) | 40′ Karl Gustafsson | Bryssel Publik: 800 Domare: Charles Barette (Belgien) | Bryssel Publik: 800 Domare: Charles Barette (Belgien) |
|    |                 |                               |         |                     | Bryssel Publik: 800 Domare: Charles Barette (Belgien) | Bryssel Publik: 800 Domare: Charles Barette (Belgien) |
|    |                 |                               |         |                     | Bryssel Publik: 800 Domare: Charles Barette (Belgien) | Bryssel Publik: 800 Domare: Charles Barette (Belgien) |

Referens: 

## 1909
| TM | 6 november 1909 | England                       | 7 – 0   | Sverige | Anlaby Road                                                                           |                                                                                       |
|    |                 | Englands målskyttar är okända | (3 – 0) |         | Kingston upon Hull Publik: 1 500 Domare: Christiaan Jacobus Groothoff (Nederländerna) | Kingston upon Hull Publik: 1 500 Domare: Christiaan Jacobus Groothoff (Nederländerna) |
|    |                 |                               |         |         | Kingston upon Hull Publik: 1 500 Domare: Christiaan Jacobus Groothoff (Nederländerna) | Kingston upon Hull Publik: 1 500 Domare: Christiaan Jacobus Groothoff (Nederländerna) |
|    |                 |                               |         |         | Kingston upon Hull Publik: 1 500 Domare: Christiaan Jacobus Groothoff (Nederländerna) | Kingston upon Hull Publik: 1 500 Domare: Christiaan Jacobus Groothoff (Nederländerna) |

Referens: 

## 1910
| TM | 11 september 1910 | Norge | 0 – 4   | Sverige                                           | Gamle Frogner                                               |                                                             |
|    |                   |       | (0 – 0) | 47′, 62′ Herman Myhrberg 60′, 80′ Karl Gustafsson | Kristiania Publik: 6 000 Domare: Charles Buchwald (Danmark) | Kristiania Publik: 6 000 Domare: Charles Buchwald (Danmark) |
|    |                   |       |         |                                                   | Kristiania Publik: 6 000 Domare: Charles Buchwald (Danmark) | Kristiania Publik: 6 000 Domare: Charles Buchwald (Danmark) |
|    |                   |       |         |                                                   | Kristiania Publik: 6 000 Domare: Charles Buchwald (Danmark) | Kristiania Publik: 6 000 Domare: Charles Buchwald (Danmark) |

Referens: 

## 1911
| TM | 18 juni 1911 | Sverige                  | 2 – 4   | Tyskland                       | Råsunda IP                                                 |                                                            |
|    |              | Karl Gustafsson 28′, 29′ | (2 – 2) | Tysklands målskyttar är okända | Stockholm Publik: 3 000 Domare: Charles Buchwald (Danmark) | Stockholm Publik: 3 000 Domare: Charles Buchwald (Danmark) |
|    |              |                          |         |                                | Stockholm Publik: 3 000 Domare: Charles Buchwald (Danmark) | Stockholm Publik: 3 000 Domare: Charles Buchwald (Danmark) |
|    |              |                          |         |                                | Stockholm Publik: 3 000 Domare: Charles Buchwald (Danmark) | Stockholm Publik: 3 000 Domare: Charles Buchwald (Danmark) |

| TM | 17 september 1911 | Sverige                                                       | 4 – 1   | Norge                    | Råsunda IP                                               |                                                          |
|    |                   | Helge Ekroth 6′, 35′ Erik Börjesson 15′ William Dahlström 47′ | (3 – 0) | Norges målskytt är okänd | Stockholm Publik: 3 000 Domare: Nils Middelboe (Danmark) | Stockholm Publik: 3 000 Domare: Nils Middelboe (Danmark) |
|    |                   |                                                               |         |                          | Stockholm Publik: 3 000 Domare: Nils Middelboe (Danmark) | Stockholm Publik: 3 000 Domare: Nils Middelboe (Danmark) |
|    |                   |                                                               |         |                          | Stockholm Publik: 3 000 Domare: Nils Middelboe (Danmark) | Stockholm Publik: 3 000 Domare: Nils Middelboe (Danmark) |

| TM | 22 oktober 1911 | Finland                        | 2 – 5   | Sverige                                                                          | Djurgårdens sportplan                                                   |                                                                         |
|    |                 | Uno Lindbäck 3′ Paul Jerima 5′ | (1 – 2) | 40′ Ludvig Eriksson 46′ Karl Persson 65′, 86′ Adrian Brolin 88′ Rudolf Andersson | Djurgården, Helsingfors Publik: 2 000 Domare: Arvo Eerikäinen (Finland) | Djurgården, Helsingfors Publik: 2 000 Domare: Arvo Eerikäinen (Finland) |
|    |                 |                                |         |                                                                                  | Djurgården, Helsingfors Publik: 2 000 Domare: Arvo Eerikäinen (Finland) | Djurgården, Helsingfors Publik: 2 000 Domare: Arvo Eerikäinen (Finland) |
|    |                 |                                |         |                                                                                  | Djurgården, Helsingfors Publik: 2 000 Domare: Arvo Eerikäinen (Finland) | Djurgården, Helsingfors Publik: 2 000 Domare: Arvo Eerikäinen (Finland) |

| TM | 29 oktober 1911 | Tyskland                    | 1 – 3   | Sverige                                 | Victoria                                                            |                                                                     |
|    |                 | Tysklands målskytt är okänd | (0 – 2) | 15′, 36′ Erik Börjesson 60′ John Olsson | Hamburg Publik: 6 000 Domare: Herbert James Willing (Nederländerna) | Hamburg Publik: 6 000 Domare: Herbert James Willing (Nederländerna) |
|    |                 |                             |         |                                         | Hamburg Publik: 6 000 Domare: Herbert James Willing (Nederländerna) | Hamburg Publik: 6 000 Domare: Herbert James Willing (Nederländerna) |
|    |                 |                             |         |                                         | Hamburg Publik: 6 000 Domare: Herbert James Willing (Nederländerna) | Hamburg Publik: 6 000 Domare: Herbert James Willing (Nederländerna) |

Referens: 

## 1912

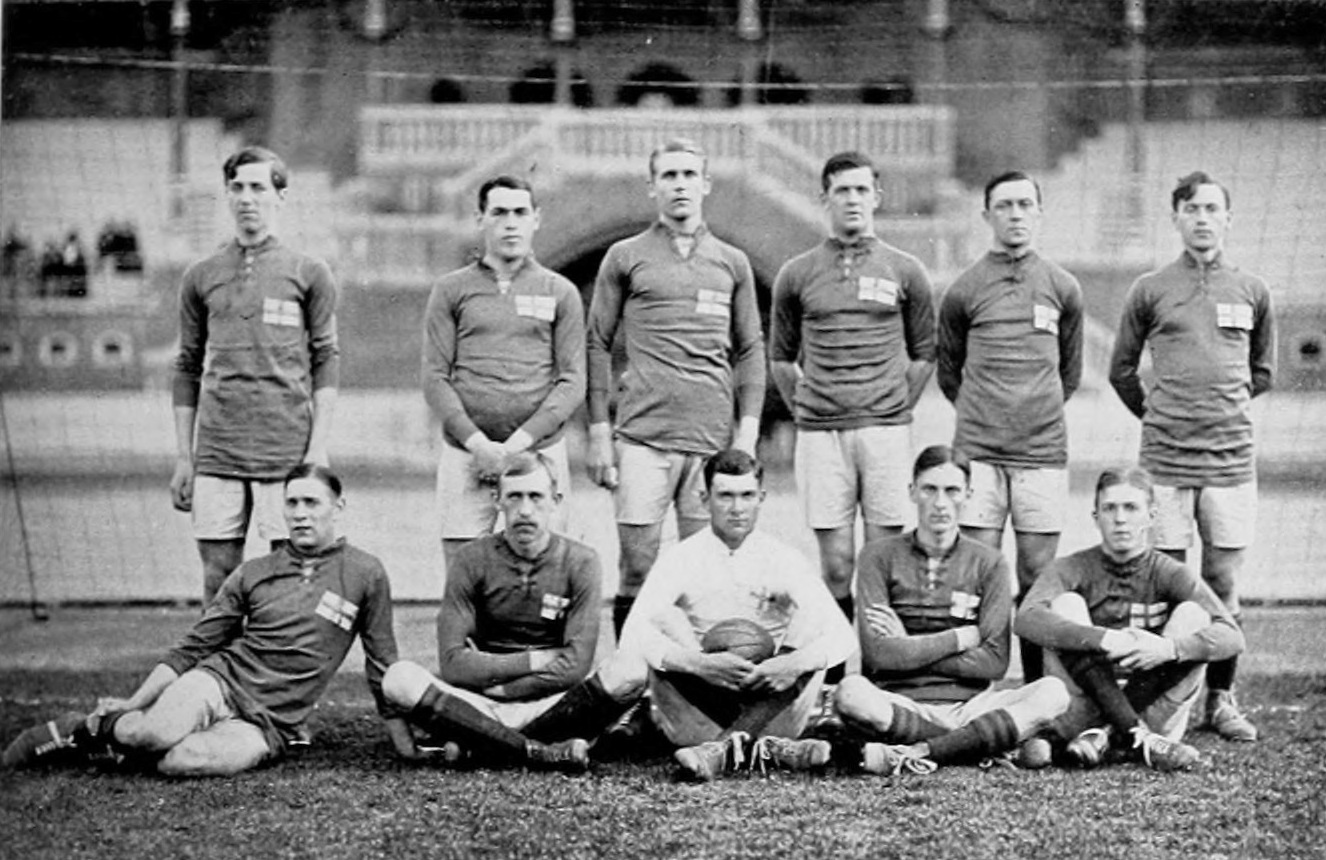
Sveriges landslag vid OS i Stockholm 1912.

| TM | 16 juni 1912 | Norge | 1 – 2   | Sverige | Gamle Frogner                                             |                                                           |
|    |              |       | (1 – 1) |         | Kristiania Publik: 7 000 Domare: Nils Middelboe (Danmark) | Kristiania Publik: 7 000 Domare: Nils Middelboe (Danmark) |
|    |              |       |         |         | Kristiania Publik: 7 000 Domare: Nils Middelboe (Danmark) | Kristiania Publik: 7 000 Domare: Nils Middelboe (Danmark) |
|    |              |       |         |         | Kristiania Publik: 7 000 Domare: Nils Middelboe (Danmark) | Kristiania Publik: 7 000 Domare: Nils Middelboe (Danmark) |

| TM | 20 juni 1912 | Sverige | 2 – 2 | Ungern | Walhalla IP                                                                  |  |
|    |              |         |       |        | Göteborg Publik: 2 500 Domare: Albert Hendrik Meerum-Terwogt (Nederländerna) |  |
|    |              |         |       |        |                                                                              |  |
|    |              |         |       |        |                                                                              |  |

| TM | 27 juni 1912 | Sverige | 7 – 1   | Finland | Råsunda IP                                             |                                                        |
|    |              |         | (1 – 1) |         | Stockholm Publik: 3 000 Domare: Hugo Meisl (Österrike) | Stockholm Publik: 3 000 Domare: Hugo Meisl (Österrike) |
|    |              |         |         |         | Stockholm Publik: 3 000 Domare: Hugo Meisl (Österrike) | Stockholm Publik: 3 000 Domare: Hugo Meisl (Österrike) |
|    |              |         |         |         | Stockholm Publik: 3 000 Domare: Hugo Meisl (Österrike) | Stockholm Publik: 3 000 Domare: Hugo Meisl (Österrike) |

| OS | 29 juni 1912 | Sverige | 0000 3 – 4 (e.fl.) | Nederländerna | Stockholms stadion                                                  |                                                                     |
|    |              |         | (1 – 2)            |               | Stockholm Publik: 14 000 Domare: George Wagstaffe-Simmons (England) | Stockholm Publik: 14 000 Domare: George Wagstaffe-Simmons (England) |
|    |              |         |                    |               | Stockholm Publik: 14 000 Domare: George Wagstaffe-Simmons (England) | Stockholm Publik: 14 000 Domare: George Wagstaffe-Simmons (England) |
|    |              |         |                    |               | Stockholm Publik: 14 000 Domare: George Wagstaffe-Simmons (England) | Stockholm Publik: 14 000 Domare: George Wagstaffe-Simmons (England) |

| OS | 1 juli 1912 | Sverige | 0 – 1   | Italien | Råsunda IP                                                            |                                                                       |
|    |             |         | (0 – 1) |         | Stockholm Publik: 2 500 Domare: Herbert James Willing (Nederländerna) | Stockholm Publik: 2 500 Domare: Herbert James Willing (Nederländerna) |
|    |             |         |         |         | Stockholm Publik: 2 500 Domare: Herbert James Willing (Nederländerna) | Stockholm Publik: 2 500 Domare: Herbert James Willing (Nederländerna) |
|    |             |         |         |         | Stockholm Publik: 2 500 Domare: Herbert James Willing (Nederländerna) | Stockholm Publik: 2 500 Domare: Herbert James Willing (Nederländerna) |

| TM | 3 november 1912 | Sverige | 4 – 2   | Norge | Walhalla IP                                               |                                                           |
|    |                 |         | (3 – 1) |       | Göteborg Publik: 3 000 Domare: Charles Buchwald (Danmark) | Göteborg Publik: 3 000 Domare: Charles Buchwald (Danmark) |
|    |                 |         |         |       | Göteborg Publik: 3 000 Domare: Charles Buchwald (Danmark) | Göteborg Publik: 3 000 Domare: Charles Buchwald (Danmark) |
|    |                 |         |         |       | Göteborg Publik: 3 000 Domare: Charles Buchwald (Danmark) | Göteborg Publik: 3 000 Domare: Charles Buchwald (Danmark) |

## 1913
| TM | 4 maj 1913 | Ryssland | 1 – 4   | Sverige | Stadion Sokolniki Sport Club                              |                                                           |
|    |            |          | (1 – 1) |         | Moskva Publik: 8 000 Domare: Alexander Schultz (Ryssland) | Moskva Publik: 8 000 Domare: Alexander Schultz (Ryssland) |
|    |            |          |         |         | Moskva Publik: 8 000 Domare: Alexander Schultz (Ryssland) | Moskva Publik: 8 000 Domare: Alexander Schultz (Ryssland) |
|    |            |          |         |         | Moskva Publik: 8 000 Domare: Alexander Schultz (Ryssland) | Moskva Publik: 8 000 Domare: Alexander Schultz (Ryssland) |

| TM | 18 maj 1913 | Ungern | 2 – 0   | Sverige | Üllöi ut                                                       |                                                                |
|    |             |        | (0 – 0) |         | Budapest Publik: 30 000 Domare: Heinrich Retschury (Österrike) | Budapest Publik: 30 000 Domare: Heinrich Retschury (Österrike) |
|    |             |        |         |         | Budapest Publik: 30 000 Domare: Heinrich Retschury (Österrike) | Budapest Publik: 30 000 Domare: Heinrich Retschury (Österrike) |
|    |             |        |         |         | Budapest Publik: 30 000 Domare: Heinrich Retschury (Österrike) | Budapest Publik: 30 000 Domare: Heinrich Retschury (Österrike) |

| TM | 25 maj 1913 | Danmark | 8 – 0   | Sverige | Københavns Idrætspark                                                         |                                                                               |
|    |             |         | (4 – 0) |         | Köpenhamn Publik: 8 000 Domare: Albert Hendrik Meerum-Terwogt (Nederländerna) | Köpenhamn Publik: 8 000 Domare: Albert Hendrik Meerum-Terwogt (Nederländerna) |
|    |             |         |         |         | Köpenhamn Publik: 8 000 Domare: Albert Hendrik Meerum-Terwogt (Nederländerna) | Köpenhamn Publik: 8 000 Domare: Albert Hendrik Meerum-Terwogt (Nederländerna) |
|    |             |         |         |         | Köpenhamn Publik: 8 000 Domare: Albert Hendrik Meerum-Terwogt (Nederländerna) | Köpenhamn Publik: 8 000 Domare: Albert Hendrik Meerum-Terwogt (Nederländerna) |

| TM | 8 juni 1913 | Sverige | 9 – 0   | Norge | Stockholms stadion                                       |                                                          |
|    |             |         | (4 – 0) |       | Stockholm Publik: 10 000 Domare: Ruben Gelbord (Sverige) | Stockholm Publik: 10 000 Domare: Ruben Gelbord (Sverige) |
|    |             |         |         |       | Stockholm Publik: 10 000 Domare: Ruben Gelbord (Sverige) | Stockholm Publik: 10 000 Domare: Ruben Gelbord (Sverige) |
|    |             |         |         |       | Stockholm Publik: 10 000 Domare: Ruben Gelbord (Sverige) | Stockholm Publik: 10 000 Domare: Ruben Gelbord (Sverige) |

| TM | 5 oktober 1913 | Sverige | 00 – 10 | Danmark | Stockholms stadion                                      |  |
|    |                |         |         |         | Stockholm Publik: 8 000 Domare: George Miller (England) |  |
|    |                |         |         |         |                                                         |  |
|    |                |         |         |         |                                                         |  |

| TM | 26 oktober 1913 | Norge | 1 – 1   | Sverige | Gamle Frogner                                                |                                                              |
|    |                 |       | (0 – 0) |         | Kristiania Publik: 10 000 Domare: Charles Buchwald (Danmark) | Kristiania Publik: 10 000 Domare: Charles Buchwald (Danmark) |
|    |                 |       |         |         | Kristiania Publik: 10 000 Domare: Charles Buchwald (Danmark) | Kristiania Publik: 10 000 Domare: Charles Buchwald (Danmark) |
|    |                 |       |         |         | Kristiania Publik: 10 000 Domare: Charles Buchwald (Danmark) | Kristiania Publik: 10 000 Domare: Charles Buchwald (Danmark) |

## 1914
| TM | 24 maj 1914 | Sverige | 4 – 3   | Finland | Råsunda IP                                                   |                                                              |
|    |             |         | (1 – 1) |         | Stockholm Publik: 2 000 Domare: August Heiberg-Kahrs (Norge) | Stockholm Publik: 2 000 Domare: August Heiberg-Kahrs (Norge) |
|    |             |         |         |         | Stockholm Publik: 2 000 Domare: August Heiberg-Kahrs (Norge) | Stockholm Publik: 2 000 Domare: August Heiberg-Kahrs (Norge) |
|    |             |         |         |         | Stockholm Publik: 2 000 Domare: August Heiberg-Kahrs (Norge) | Stockholm Publik: 2 000 Domare: August Heiberg-Kahrs (Norge) |

| TM | 10 juni 1914 | Sverige | 1 – 5   | England | Råsunda IP                                                           |                                                                      |
|    |              |         | (0 – 2) |         | Stockholm Publik: 5 000 Domare: Herman Adriaan Tromp (Nederländerna) | Stockholm Publik: 5 000 Domare: Herman Adriaan Tromp (Nederländerna) |
|    |              |         |         |         | Stockholm Publik: 5 000 Domare: Herman Adriaan Tromp (Nederländerna) | Stockholm Publik: 5 000 Domare: Herman Adriaan Tromp (Nederländerna) |
|    |              |         |         |         | Stockholm Publik: 5 000 Domare: Herman Adriaan Tromp (Nederländerna) | Stockholm Publik: 5 000 Domare: Herman Adriaan Tromp (Nederländerna) |

| TM | 21 juni 1914 | Sverige | 1 – 1   | Ungern | Råsunda IP                                                                    |                                                                               |
|    |              |         | (0 – 1) |        | Stockholm Publik: 5 000 Domare: Albert Hendrik Meerum-Terwogt (Nederländerna) | Stockholm Publik: 5 000 Domare: Albert Hendrik Meerum-Terwogt (Nederländerna) |
|    |              |         |         |        | Stockholm Publik: 5 000 Domare: Albert Hendrik Meerum-Terwogt (Nederländerna) | Stockholm Publik: 5 000 Domare: Albert Hendrik Meerum-Terwogt (Nederländerna) |
|    |              |         |         |        | Stockholm Publik: 5 000 Domare: Albert Hendrik Meerum-Terwogt (Nederländerna) | Stockholm Publik: 5 000 Domare: Albert Hendrik Meerum-Terwogt (Nederländerna) |

| TM | 28 juni 1914 | Norge | 0 – 1 | Sverige | Frogner                                                        |  |
|    |              |       |       |         | Kristiania Publik: 8 000 Domare: Hagbard Vestergaard (Danmark) |  |
|    |              |       |       |         |                                                                |  |
|    |              |       |       |         |                                                                |  |

| TM | 5 juli 1914 | Sverige | 2 – 2   | Ryssland | Råsunda IP                                              |                                                         |
|    |             |         | (0 – 0) |          | Stockholm Publik: 1 200 Domare: Hjalmar Bolin (Sverige) | Stockholm Publik: 1 200 Domare: Hjalmar Bolin (Sverige) |
|    |             |         |         |          | Stockholm Publik: 1 200 Domare: Hjalmar Bolin (Sverige) | Stockholm Publik: 1 200 Domare: Hjalmar Bolin (Sverige) |
|    |             |         |         |          | Stockholm Publik: 1 200 Domare: Hjalmar Bolin (Sverige) | Stockholm Publik: 1 200 Domare: Hjalmar Bolin (Sverige) |

| TM | 25 oktober 1914 | Sverige | 7 – 0   | Norge | Råsunda IP                                                    |                                                               |
|    |                 |         | (2 – 0) |       | Stockholm Publik: 7 000 Domare: Hagbard Vestergaard (Danmark) | Stockholm Publik: 7 000 Domare: Hagbard Vestergaard (Danmark) |
|    |                 |         |         |       | Stockholm Publik: 7 000 Domare: Hagbard Vestergaard (Danmark) | Stockholm Publik: 7 000 Domare: Hagbard Vestergaard (Danmark) |
|    |                 |         |         |       | Stockholm Publik: 7 000 Domare: Hagbard Vestergaard (Danmark) | Stockholm Publik: 7 000 Domare: Hagbard Vestergaard (Danmark) |

## 1915
| TM | 6 juni 1915 | Danmark | 2 – 0   | Sverige | Københavns Idrætspark                                                 |                                                                       |
|    |             |         | (0 – 0) |         | Köpenhamn Publik: 14 000 Domare: Herman Adriaan Tromp (Nederländerna) | Köpenhamn Publik: 14 000 Domare: Herman Adriaan Tromp (Nederländerna) |
|    |             |         |         |         | Köpenhamn Publik: 14 000 Domare: Herman Adriaan Tromp (Nederländerna) | Köpenhamn Publik: 14 000 Domare: Herman Adriaan Tromp (Nederländerna) |
|    |             |         |         |         | Köpenhamn Publik: 14 000 Domare: Herman Adriaan Tromp (Nederländerna) | Köpenhamn Publik: 14 000 Domare: Herman Adriaan Tromp (Nederländerna) |

| TM | 27 juni 1915 | Norge | 1 – 1   | Sverige | Frogner                                                         |                                                                 |
|    |              |       | (0 – 0) |         | Kristiania Publik: 10 000 Domare: Hagbard Vestergaard (Danmark) | Kristiania Publik: 10 000 Domare: Hagbard Vestergaard (Danmark) |
|    |              |       |         |         | Kristiania Publik: 10 000 Domare: Hagbard Vestergaard (Danmark) | Kristiania Publik: 10 000 Domare: Hagbard Vestergaard (Danmark) |
|    |              |       |         |         | Kristiania Publik: 10 000 Domare: Hagbard Vestergaard (Danmark) | Kristiania Publik: 10 000 Domare: Hagbard Vestergaard (Danmark) |

| TM | 24 oktober 1915 | Sverige | 5 – 2   | Norge | Stockholms stadion                                            |                                                               |
|    |                 |         | (3 – 0) |       | Stockholm Publik: 8 000 Domare: Hagbard Vestergaard (Danmark) | Stockholm Publik: 8 000 Domare: Hagbard Vestergaard (Danmark) |
|    |                 |         |         |       | Stockholm Publik: 8 000 Domare: Hagbard Vestergaard (Danmark) | Stockholm Publik: 8 000 Domare: Hagbard Vestergaard (Danmark) |
|    |                 |         |         |       | Stockholm Publik: 8 000 Domare: Hagbard Vestergaard (Danmark) | Stockholm Publik: 8 000 Domare: Hagbard Vestergaard (Danmark) |

| TM | 31 oktober 1915 | Sverige | 0 – 2   | Danmark | Stockholms stadion       |                          |
|    |                 |         | (0 – 2) |         | Stockholm Publik: 15 000 | Stockholm Publik: 15 000 |
|    |                 |         |         |         | Stockholm Publik: 15 000 | Stockholm Publik: 15 000 |
|    |                 |         |         |         | Stockholm Publik: 15 000 | Stockholm Publik: 15 000 |

## 1916
| TM | 4 juni 1916 | Danmark | 2 – 0   | Sverige | Københavns Idrætspark                                                 |                                                                       |
|    |             |         | (1 – 0) |         | Köpenhamn Publik: 20 000 Domare: Herman Adriaan Tromp (Nederländerna) | Köpenhamn Publik: 20 000 Domare: Herman Adriaan Tromp (Nederländerna) |
|    |             |         |         |         | Köpenhamn Publik: 20 000 Domare: Herman Adriaan Tromp (Nederländerna) | Köpenhamn Publik: 20 000 Domare: Herman Adriaan Tromp (Nederländerna) |
|    |             |         |         |         | Köpenhamn Publik: 20 000 Domare: Herman Adriaan Tromp (Nederländerna) | Köpenhamn Publik: 20 000 Domare: Herman Adriaan Tromp (Nederländerna) |

| TM | 2 juli 1916 | Sverige | 6 – 0   | Norge | Stockholms stadion                                            |                                                               |
|    |             |         | (2 – 0) |       | Stockholm Publik: 6 000 Domare: Hagbard Vestergaard (Danmark) | Stockholm Publik: 6 000 Domare: Hagbard Vestergaard (Danmark) |
|    |             |         |         |       | Stockholm Publik: 6 000 Domare: Hagbard Vestergaard (Danmark) | Stockholm Publik: 6 000 Domare: Hagbard Vestergaard (Danmark) |
|    |             |         |         |       | Stockholm Publik: 6 000 Domare: Hagbard Vestergaard (Danmark) | Stockholm Publik: 6 000 Domare: Hagbard Vestergaard (Danmark) |

| TM | 20 augusti 1916 | Sverige | 2 – 3   | USA | Stockholms stadion                                             |                                                                |
|    |                 |         | (1 – 1) |     | Stockholm Publik: 15 000 Domare: Hagbard Vestergaard (Danmark) | Stockholm Publik: 15 000 Domare: Hagbard Vestergaard (Danmark) |
|    |                 |         |         |     | Stockholm Publik: 15 000 Domare: Hagbard Vestergaard (Danmark) | Stockholm Publik: 15 000 Domare: Hagbard Vestergaard (Danmark) |
|    |                 |         |         |     | Stockholm Publik: 15 000 Domare: Hagbard Vestergaard (Danmark) | Stockholm Publik: 15 000 Domare: Hagbard Vestergaard (Danmark) |

| TM | 1 oktober 1916 | Norge | 0 – 0   | Sverige | Frogner                                                         |                                                                 |
|    |                |       | (0 – 0) |         | Kristiania Publik: 12 000 Domare: Hagbard Vestergaard (Danmark) | Kristiania Publik: 12 000 Domare: Hagbard Vestergaard (Danmark) |
|    |                |       |         |         | Kristiania Publik: 12 000 Domare: Hagbard Vestergaard (Danmark) | Kristiania Publik: 12 000 Domare: Hagbard Vestergaard (Danmark) |
|    |                |       |         |         | Kristiania Publik: 12 000 Domare: Hagbard Vestergaard (Danmark) | Kristiania Publik: 12 000 Domare: Hagbard Vestergaard (Danmark) |

| TM | 8 oktober 1916 | Sverige | 4 – 0   | Danmark | Stockholms stadion                                              |                                                                 |
|    |                |         | (2 – 0) |         | Stockholm Domare: Albert Hendrik Meerum-Terwogt (Nederländerna) | Stockholm Domare: Albert Hendrik Meerum-Terwogt (Nederländerna) |
|    |                |         |         |         | Stockholm Domare: Albert Hendrik Meerum-Terwogt (Nederländerna) | Stockholm Domare: Albert Hendrik Meerum-Terwogt (Nederländerna) |
|    |                |         |         |         | Stockholm Domare: Albert Hendrik Meerum-Terwogt (Nederländerna) | Stockholm Domare: Albert Hendrik Meerum-Terwogt (Nederländerna) |

## 1917
| TM | 3 juni 1917 | Danmark           | 1 – 1   | Sverige            | Københavns Idrætspark                                          |                                                                |
|    |             | Sophus Nielsen ?′ | (0 – 1) | 44′ Erik Börjesson | Köpenhamn Publik: 22 000 Domare: Hagbard Vestergaard (Danmark) | Köpenhamn Publik: 22 000 Domare: Hagbard Vestergaard (Danmark) |
|    |             |                   |         |                    | Köpenhamn Publik: 22 000 Domare: Hagbard Vestergaard (Danmark) | Köpenhamn Publik: 22 000 Domare: Hagbard Vestergaard (Danmark) |
|    |             |                   |         |                    | Köpenhamn Publik: 22 000 Domare: Hagbard Vestergaard (Danmark) | Köpenhamn Publik: 22 000 Domare: Hagbard Vestergaard (Danmark) |

| TM | 19 augusti 1917 | Sverige | 3 – 3   | Norge | Olympia                                                         |                                                                 |
|    |                 |         | (1 – 1) |       | Helsingborg Publik: 4 000 Domare: Hagbard Vestergaard (Danmark) | Helsingborg Publik: 4 000 Domare: Hagbard Vestergaard (Danmark) |
|    |                 |         |         |       | Helsingborg Publik: 4 000 Domare: Hagbard Vestergaard (Danmark) | Helsingborg Publik: 4 000 Domare: Hagbard Vestergaard (Danmark) |
|    |                 |         |         |       | Helsingborg Publik: 4 000 Domare: Hagbard Vestergaard (Danmark) | Helsingborg Publik: 4 000 Domare: Hagbard Vestergaard (Danmark) |

| TM | 16 september 1917 | Norge | 0 – 2   | Sverige | Frogner                                                         |                                                                 |
|    |                   |       | (0 – 1) |         | Kristiania Publik: 18 000 Domare: Hagbard Vestergaard (Danmark) | Kristiania Publik: 18 000 Domare: Hagbard Vestergaard (Danmark) |
|    |                   |       |         |         | Kristiania Publik: 18 000 Domare: Hagbard Vestergaard (Danmark) | Kristiania Publik: 18 000 Domare: Hagbard Vestergaard (Danmark) |
|    |                   |       |         |         | Kristiania Publik: 18 000 Domare: Hagbard Vestergaard (Danmark) | Kristiania Publik: 18 000 Domare: Hagbard Vestergaard (Danmark) |

| TM | 14 oktober 1917 | Sverige | 1 – 2   | Danmark | Stockholms stadion                                                             |                                                                                |
|    |                 |         | (0 – 1) |         | Stockholm Publik: 20 000 Domare: Albert Hendrik Meerum-Terwogt (Nederländerna) | Stockholm Publik: 20 000 Domare: Albert Hendrik Meerum-Terwogt (Nederländerna) |
|    |                 |         |         |         | Stockholm Publik: 20 000 Domare: Albert Hendrik Meerum-Terwogt (Nederländerna) | Stockholm Publik: 20 000 Domare: Albert Hendrik Meerum-Terwogt (Nederländerna) |
|    |                 |         |         |         | Stockholm Publik: 20 000 Domare: Albert Hendrik Meerum-Terwogt (Nederländerna) | Stockholm Publik: 20 000 Domare: Albert Hendrik Meerum-Terwogt (Nederländerna) |

## 1918
| TM | 26 maj 1918 | Sverige | 2 – 0   | Norge | Stockholms stadion                                             |                                                                |
|    |             |         | (1 – 0) |       | Stockholm Publik: 10 000 Domare: Hagbard Vestergaard (Danmark) | Stockholm Publik: 10 000 Domare: Hagbard Vestergaard (Danmark) |
|    |             |         |         |       | Stockholm Publik: 10 000 Domare: Hagbard Vestergaard (Danmark) | Stockholm Publik: 10 000 Domare: Hagbard Vestergaard (Danmark) |
|    |             |         |         |       | Stockholm Publik: 10 000 Domare: Hagbard Vestergaard (Danmark) | Stockholm Publik: 10 000 Domare: Hagbard Vestergaard (Danmark) |

| TM | 2 juni 1918 | Danmark | 3 – 0   | Sverige | Københavns Idrætspark                                           |                                                                 |
|    |             |         | (1 – 0) |         | Köpenhamn Publik: 22 000 Domare: Per Christian Andersen (Norge) | Köpenhamn Publik: 22 000 Domare: Per Christian Andersen (Norge) |
|    |             |         |         |         | Köpenhamn Publik: 22 000 Domare: Per Christian Andersen (Norge) | Köpenhamn Publik: 22 000 Domare: Per Christian Andersen (Norge) |
|    |             |         |         |         | Köpenhamn Publik: 22 000 Domare: Per Christian Andersen (Norge) | Köpenhamn Publik: 22 000 Domare: Per Christian Andersen (Norge) |

| TM | 15 september 1918 | Norge | 2 – 1   | Sverige | Frogner                                                         |                                                                 |
|    |                   |       | (0 – 0) |         | Kristiania Publik: 20 000 Domare: Hagbard Vestergaard (Danmark) | Kristiania Publik: 20 000 Domare: Hagbard Vestergaard (Danmark) |
|    |                   |       |         |         | Kristiania Publik: 20 000 Domare: Hagbard Vestergaard (Danmark) | Kristiania Publik: 20 000 Domare: Hagbard Vestergaard (Danmark) |
|    |                   |       |         |         | Kristiania Publik: 20 000 Domare: Hagbard Vestergaard (Danmark) | Kristiania Publik: 20 000 Domare: Hagbard Vestergaard (Danmark) |

| TM | 20 oktober 1918 | Sverige | 1 – 2   | Danmark | Gamla Ullevi                                                   |                                                                |
|    |                 |         | (0 – 1) |         | Göteborg Publik: 10 940 Domare: Per Christian Andersen (Norge) | Göteborg Publik: 10 940 Domare: Per Christian Andersen (Norge) |
|    |                 |         |         |         | Göteborg Publik: 10 940 Domare: Per Christian Andersen (Norge) | Göteborg Publik: 10 940 Domare: Per Christian Andersen (Norge) |
|    |                 |         |         |         | Göteborg Publik: 10 940 Domare: Per Christian Andersen (Norge) | Göteborg Publik: 10 940 Domare: Per Christian Andersen (Norge) |

## 1919
| TM | 29 maj 1919 | Sverige | 1 – 0   | Finland | Stockholms stadion                                            |                                                               |
|    |             |         | (0 – 0) |         | Stockholm Publik: 8 000 Domare: Hagbard Vestergaard (Danmark) | Stockholm Publik: 8 000 Domare: Hagbard Vestergaard (Danmark) |
|    |             |         |         |         | Stockholm Publik: 8 000 Domare: Hagbard Vestergaard (Danmark) | Stockholm Publik: 8 000 Domare: Hagbard Vestergaard (Danmark) |
|    |             |         |         |         | Stockholm Publik: 8 000 Domare: Hagbard Vestergaard (Danmark) | Stockholm Publik: 8 000 Domare: Hagbard Vestergaard (Danmark) |

| TM | 5 juni 1919 | Danmark | 3 – 0   | Sverige | Københavns Idrætspark                                             |                                                                   |
|    |             |         | (2 – 0) |         | Köpenhamn Publik: 22 000 Domare: Johannes Mutters (Nederländerna) | Köpenhamn Publik: 22 000 Domare: Johannes Mutters (Nederländerna) |
|    |             |         |         |         | Köpenhamn Publik: 22 000 Domare: Johannes Mutters (Nederländerna) | Köpenhamn Publik: 22 000 Domare: Johannes Mutters (Nederländerna) |
|    |             |         |         |         | Köpenhamn Publik: 22 000 Domare: Johannes Mutters (Nederländerna) | Köpenhamn Publik: 22 000 Domare: Johannes Mutters (Nederländerna) |

| TM | 9 juni 1919 | Nederländerna | 3 – 1   | Sverige | Oude stadion                                             |                                                          |
|    |             |               | (0 – 1) |         | Amsterdam Publik: 32 000 Domare: Jack Howcroft (England) | Amsterdam Publik: 32 000 Domare: Jack Howcroft (England) |
|    |             |               |         |         | Amsterdam Publik: 32 000 Domare: Jack Howcroft (England) | Amsterdam Publik: 32 000 Domare: Jack Howcroft (England) |
|    |             |               |         |         | Amsterdam Publik: 32 000 Domare: Jack Howcroft (England) | Amsterdam Publik: 32 000 Domare: Jack Howcroft (England) |

| TM | 29 juni 1919 | Norge | 4 – 3   | Sverige | Græsbanen                                                       |                                                                 |
|    |              |       | (2 – 1) |         | Kristiania Publik: 14 000 Domare: Hagbard Vestergaard (Danmark) | Kristiania Publik: 14 000 Domare: Hagbard Vestergaard (Danmark) |
|    |              |       |         |         | Kristiania Publik: 14 000 Domare: Hagbard Vestergaard (Danmark) | Kristiania Publik: 14 000 Domare: Hagbard Vestergaard (Danmark) |
|    |              |       |         |         | Kristiania Publik: 14 000 Domare: Hagbard Vestergaard (Danmark) | Kristiania Publik: 14 000 Domare: Hagbard Vestergaard (Danmark) |

| TM | 24 augusti 1919 | Sverige | 4 – 1   | Nederländerna | Stockholms stadion                                             |                                                                |
|    |                 |         | (4 – 1) |               | Stockholm Publik: 20 000 Domare: Hagbard Vestergaard (Danmark) | Stockholm Publik: 20 000 Domare: Hagbard Vestergaard (Danmark) |
|    |                 |         |         |               | Stockholm Publik: 20 000 Domare: Hagbard Vestergaard (Danmark) | Stockholm Publik: 20 000 Domare: Hagbard Vestergaard (Danmark) |
|    |                 |         |         |               | Stockholm Publik: 20 000 Domare: Hagbard Vestergaard (Danmark) | Stockholm Publik: 20 000 Domare: Hagbard Vestergaard (Danmark) |

| TM | 14 september 1919 | Sverige | 1 – 5   | Norge | Gamla Ullevi                                                  |                                                               |
|    |                   |         | (1 – 3) |       | Göteborg Publik: 12 000 Domare: Hagbard Vestergaard (Danmark) | Göteborg Publik: 12 000 Domare: Hagbard Vestergaard (Danmark) |
|    |                   |         |         |       | Göteborg Publik: 12 000 Domare: Hagbard Vestergaard (Danmark) | Göteborg Publik: 12 000 Domare: Hagbard Vestergaard (Danmark) |
|    |                   |         |         |       | Göteborg Publik: 12 000 Domare: Hagbard Vestergaard (Danmark) | Göteborg Publik: 12 000 Domare: Hagbard Vestergaard (Danmark) |

| TM | 28 september 1919 | Finland | 3 – 3   | Sverige | Tölö bollplan                                                   |                                                                 |
|    |                   |         | (0 – 2) |         | Helsingfors Publik: 5 000 Domare: Hagbard Vestergaard (Danmark) | Helsingfors Publik: 5 000 Domare: Hagbard Vestergaard (Danmark) |
|    |                   |         |         |         | Helsingfors Publik: 5 000 Domare: Hagbard Vestergaard (Danmark) | Helsingfors Publik: 5 000 Domare: Hagbard Vestergaard (Danmark) |
|    |                   |         |         |         | Helsingfors Publik: 5 000 Domare: Hagbard Vestergaard (Danmark) | Helsingfors Publik: 5 000 Domare: Hagbard Vestergaard (Danmark) |

| TM | 12 oktober 1919 | Sverige | 3 – 0   | Danmark | Stockholms stadion                                       |                                                          |
|    |                 |         | (2 – 0) |         | Stockholm Publik: 18 663 Domare: Jack Howcroft (England) | Stockholm Publik: 18 663 Domare: Jack Howcroft (England) |
|    |                 |         |         |         | Stockholm Publik: 18 663 Domare: Jack Howcroft (England) | Stockholm Publik: 18 663 Domare: Jack Howcroft (England) |
|    |                 |         |         |         | Stockholm Publik: 18 663 Domare: Jack Howcroft (England) | Stockholm Publik: 18 663 Domare: Jack Howcroft (England) |